# 宮城浩蔵

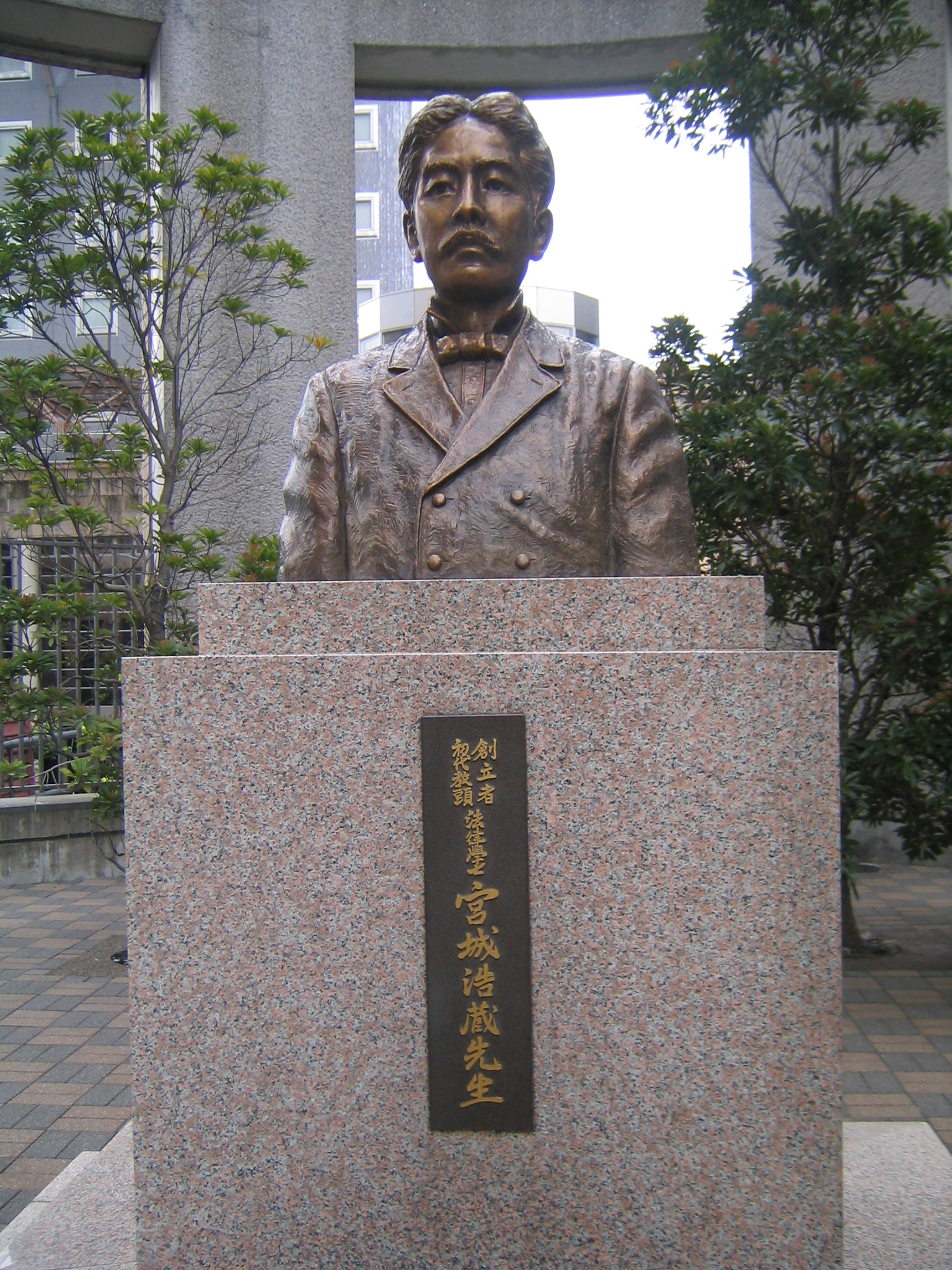
宮城浩蔵の銅像（明治大学駿河台キャンパス広場内）

宮城 浩蔵（みやぎ こうぞう、1852年6月2日（嘉永5年4月15日） - 1893年（明治26年）2月13日）は、日本の刑法学者、政治家。明治法律学校（のちの明治大学）創設者の一人。衆議院議員。

## 人物
ギュスターヴ・エミール・ボアソナードの弟子。ボアソナード起草にかかる旧刑法下で、フランスの刑法理論である新古典派・折衷主義を日本にもたらすことに大きく貢献し、「東洋のオルトラン」と呼ばれた。なお、オルトランはボアソナードの師である。
その後、宮城の刑法理論は、資本主義の発達に伴う累犯の増加に対応できないとして新派刑法理論の立場から批判された。
民法典論争では、梅謙次郎と共に施行断行派に与したが、その最中腸チフスのため42歳で急死した。墓所は谷中霊園。
西園寺公望とはフランス留学中に親交を深め、西園寺はのちに明治法律学校の創立に加わり名誉顧問となった。
明治法律学校創設時の宮城の旧宅の跡地は東郷元帥記念公園となっている。

## 経歴
- 出羽国（現山形県）にて天童藩御典医の武田玄々（直道）の次男として生まれる[4]
- 1865年 - 天童藩士宮城瓏治の養子となる。
- 1870年
  - 10月 - 西洋兵学を学ぶため上京し、箕作麟祥の共学社に入る。
  - 12月 - 貢進生に選ばれ大学南校に入学。
- 1876年 - 司法省明法寮を第一期生として卒業し、パリ大学に入学。
- 1880年
  - 1月 - リヨン大学法学部に転学。
  - 6月 - 法学士号を取得して帰国[5]。
  - 8月 - 大審院検事となる。
- 1881年 - 岸本辰雄・矢代操と共に明治法律学校を創設。
- 1886年 - 司法省参事官となる。
- 1888年 - 明治法律学校教頭になる。
- 1890年 - 刑法改正案起草委員を命ぜられる。第1回衆議院議員総選挙に山形1区より立候補し当選。
- 1891年
  - 4月 - 東京代言人組合会長に就任。
  - 12月 - 帝国議会で商法施行延期法案反対演説を行う。
- 1893年 - 逝去（享年42）。

## 栄典
- 1886年（明治19年）7月8日 - 従六位[6]

## 著書
- 『刑法講義』（全2巻、1885年）
- 『刑法正義』（1893年）[7]
- 『改訂増補民事訴訟法正義』（1893年）遺著[3]

## 記念碑
- 宮城浩蔵顕彰碑（山形市千歳公園） - 篆額は西園寺公望の筆、碑文は中江兆民の撰である[4]。
- 宮城浩蔵胸像（明治大学駿河台キャンパス内リバティタワー陽だまり広場）[3]
- 宮城浩蔵先生胸像（天童市・旧東村山郡役所資料館敷地内、2002年10月建立）[8]

## 関連文献
- 木戸照陽 『日本帝国国会議員正伝』 田中宋栄堂、1890年
- 諏方武骨 『山形名誉鑑』 上巻、1891年
- 明治大学史資料センター 『明治大学小史―人物編』 学文社、2011年 ISBN 978-4-7620-2217-3